# Otto von Plessen

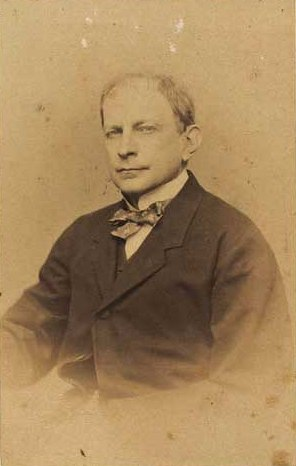
Otto von Plessen

Otto Baron von Plessen (* 9. November 1816 in Gut Sierhagen; † 3. April 1897 in Baden-Baden) war ein dänischer Diplomat.

## Familie
Otto von Plessen stammte aus dem ursprünglich edelfreien mecklenburg-holsteinischen Adelsgeschlecht von Plessen; er war der Sohn des Königlichen dänischen Kammerherrn und Geheimen Konferenzrates Mogens (Magnus) Joachim Lehngraf von Scheel-Plessen und Margaretha Wilhelmina geb. von Hedemann, Tochter des Bernhard Otto von Hedemann. Seine Brüder waren der dänische Diplomat Wulff Scheel-Plessen und der dänische Politiker Carl von Scheel-Plessen sowie der preußische Geheime Regierungsrat Hugo von Plessen. 1853 heiratete Otto von Plessen Prinzessin Varvara Sergiewna geb. Fürstin Gagarin; aus der Ehe ging der gemeinsame Sohn Joseph von Plessen hervor, der dänischer Kammerherr wurde.

## Leben
Von Plessen besuchte bis Michaelis 1836 das Katharineum zu Lübeck. Anschließend studierte er an den Universitäten Bonn und Kiel Rechtswissenschaft. 1838 wurde er Mitglied des Corps Borussia Bonn. Nach dem Studium trat er in den diplomatischen Dienst des Königreichs Dänemark ein. 1841 ging er zur dänischen Gesandtschaft nach Sankt Petersburg. 1843 wurde er zum Legationssekretär, 1846 zum dänischen Geschäftsträger und 1849 zum dänischen Gesandten und bevollmächtigten Minister am russischen Hof ernannt. Er war beteiligt an der Verhandlung des Sonderfriedens vom 2. Juli 1850 zwischen dem Deutschen Bund und Dänemark im Schleswig-Holsteinischer Krieg (1848–1851). Im Frühjahr 1866 im Vorfeld des Deutschen Krieges führte er erfolglos eine geheime diplomatische Mission zu Otto von Bismarck zur Vermeidung des Krieges. Ende 1866 schied er aus dem dänischen Dienst und lebte bis zu seinem Tod in Baden-Baden.
Otto von Plessen war Mitbesitzer der Substitutionen für die dänischen Stammhäuser Førslev und Gunderslevholm, die in der Erbfolge an seinen Sohn Joseph als Fideikommisssubstitutionen übergingen.

## Auszeichnungen
- Titel Exzellenz
- Dannebrogorden, 1856
- Geheimer Konferenzrat, 1862
- Elefanten-Orden, 1876